# O Superman
«O Superman (For Massenet)» es una canción de 1981 de la artista de performance y músico experimental Laurie Anderson. Parte de la obra mayor United States, «O Superman», una pieza casi minimalista medio-cantada, medio-hablada, alcanzó la segunda posición en la UK Singles Chart en 1981. Anderson era poco conocida fuera del mundo del arte. Primero publicada como un sencillo, la canción también apareció en su álbum debut Big Science.
La canción encabezó la encuesta de sencillos Pazz & Jop de Village Choice en 1981.

## Estructura y publicación
Al escribir la canción, Anderson partió del aria «Ô Souverain, ô juge, ô père» (Oh Soberano, Oh Juez, Oh Padre) de la ópera de 1885 El Cid de Jules Massenet. Tuvo la idea tras ver el aria interpretada en concierto por el tenor afroamericano Charles Holland, cuya carrera fue obstaculizada durante décadas por el racismo en el mundo de la música clásica. Las primeras líneas («O Superman / O Judge / O Mom and Dad») hacen eco especialmente del aria original («Ô Souverain / ô juge / ô père»). Susan McClary sugiere en su libro Finales femeninos que Anderson está también haciendo referencia a otra ópera de Massenet, su ópera de 1902, Le Jongleur de Notre-Dame. La ópera es uno de los brazos con los que la madre—La Virgen María—abraza/bendice al Rodrigo moribundo.
Superpueso en un fondo disperso de dos acordes alternos formados por la sílaba repetidamente hablada «Ha» creada por looping con un Cambio de tono Eventide, el texto de «O Superman» es hablado a través de un vocoder. Se oye un saxofón cuando la canción se funde, y una muestra de pájaros piando está sutilmente superpuesta en varios puntos de la pista. Los dos acordes de la canción son Ab mayor y C menor, la sílaba «Ha» repetida (una nota C) actuando como punto de pedal.
La introducción de la canción consiste en una repetición de la estrofa «O Superman / O Judge / O Mom and Dad». El resto de la letra de la canción está libremente estructurado alrededor de una conversación telefónica entre la narradora y una voz misteriosa. Al principio, la voz deja un mensaje afirmando ser la madre de la narradora pero, al no recibir respuesta, se revela que es alguien a quien la narradora «no conoce» pero que «conoce» a la narradora. La narradora responde finalmente, preguntando «¿quién es en realidad?» La voz se identifica como «la mano que toma» e informa a la narradora de que los «aviones americanos» están llegando. La canción concluye con la estrofa «Cuando el amor se ha ido, siempre queda la justicia / y cuando la justicia se ha ido, siempre queda la fuerza / y cuando la fuerza se ha ido, siempre queda una madre,» con la narradora suplicando para ser abrazada por los «largos», «electrónicos» y «petroquímicos» brazos de su madre.
Como parte de la obra mayor United States, el texto alude cuestiones de tecnología y comunicación, citando en varios puntos mensajes de contestador automático y el eslogan «Ni la nieve ni la lluvia ni la oscuridad de la noche impedirán a estos mensajeros cumplir con la obligación que se les ha encomendado a la mayor velocidad posible.» Esa línea está inscrita sobre la entrada de la Oficina Postal James Farley en Nueva York y es derivada de una línea de las Historias de Heródoto (8.98), referida al antiguo servicio de mensajería del Imperio persa. Esta línea también es interpretada en el correspondiente vídeo musical en la lengua de signos americana por Anderson llevando guantes blancos, gafas de sol blancas y un abrigo blanco.
Todo esto está en el contexto de un ataque de los aviones y armas estadounidenses. En una entrevista con la revista australiana Bulletin en 2003, Anderson dijo que la canción está conectada al Irán-Contra, pero ella se refería a la crisis de los rehenes en Irán que tuvo lugar en 1979-1980. Anderson apareció como coanfitriona invitada en WFMT Chicago para decir que la canción está directamente relacionada con el estrellado del helicóptero de rescate militar fuera de Teherán—un descorazonador incidente donde la tecnología militar estadounidense decepcionó esencialmente al gobierno. Este fracaso de equipamiento o pilotaje, continuó, fue su primer ímpetu para la creación de la canción/pieza de performance. Cuando se convirtió en un éxito emergente en el Reino Unido, estaba tan sorprendida como todos los demás, y la necesidad de idear más sencillos para satisfacer la emergente demanda del Reino Unido fue lo que la llevó a su primer contrato de grabación multi-álbum.
Las líneas «Porque cuando el amor se ha ido, siempre queda la justicia / y cuando la justicia se ha ido, siempre queda la fuerza / y cuando la fuerza se ha ido, siempre queda una madre» derivan de la cuarta frase del Capítulo 38 del Dào Dé Jing: «Perdido el Dào, queda la virtud. Perdida la virtud, queda la bondad. Perdida la bondad, queda la justicia. perdida la justicia, queda el ritual. El ritual es solo la apariencia de la fe y la lealtad, pero es en realidad el origen de todo desorden y confusión.»
«O Superman» no atrajo a todos los oyentes. Según el libro de 1982 The Rock Lists Album, compilado por John Tobler y Allan Jones, las encuestas dirigidas por varios periódicos británicos no identificados «O Superman» fue el éxito sencillo de 1981 menos preferido por los lectores (aunque la canción ha sido defendida por John Peel).
Al principio publicada como un sencillo de One Ten Records de B. George, la popularidad de la canción llevó a Anderson a firmar un contrato de distribución con Warner Bros., que dio paso a la publicación del álbum de Anderson Big Science en 1982; el álbum incluía «O Superman» y Warner también reeditó el sencillo. Una versión en directo de la canción también apareció en el pack de 4 discos de Anderson United States Live (1984).
Aunque Anderson, casi dos décadas antes, había eliminado la canción de su repertorio de performance, revivió la pieza en 2001 durante una gira de conciertos que incluía una mirada retrospectiva a algunas de sus piezas más antiguas, una idea concebida por su pareja, Lou Reed. Se grabó una versión en directo de «O Superman» en Nueva York una semana después de los atentados del 9/11. En este contexto, ciertas letras tomaron aparentemente para muchos un significado más tópico: «Esta es la mano, la mano que toma / Aquí vienen los aviones / Son aviones americanos. Hechos en América / ¿Fumadores o no fumadores?» La interpretación en directo de 2001 aparece en al álbum de Anderson Live in New York.
El lado B el sencillo original era una pieza hablada llamada «Walk the Dog», que también sería interpretada en una versión en directo para el álbum United States Live. A diferencia de «O Superman», esta versión de estudio de la pista nunca había sido editada en un álbum hasta la reedición del 25º aniversario en 2007 de Big Science, donde era incluida como pista adicional en los formatos MP3 y wav.

## Rendimiento en las listas
| País          | Lista (1981)            | Mejor posición |
| ------------- | ----------------------- | -------------- |
| Bélgica       | VRT Top Chart           | 19             |
| Irlanda       | Irish Singles Chart     | 11             |
| Nueva Zelanda | NZ Top 40 Singles Chart | 21             |
| Países Bajos  | Dutch Top 40            | 9              |
| Reino Unido   | UK Singles Chart        | 2              |

## Versiones, remixes y citas
- En 1988 la canción se hizo popular en Italia, de modo que fue elegida como banda sonora para la primera campaña del gobierno para prevenir la epidemia de VIH-SIDA.
- La canción de 1991 «Obsession» de Army of Lovers está parcialmente inspirada en «O Superman».
- En 1996 la canción fue utilizada en un anuncio de seguridad vial en Nueva Zelanda. El anuncio mostraba a un hombre seriamente herido en una cama de hospital procedido por el mensaje «Cuanto más rápido vaya más grande será el desastre.»
- La canción fue versionada por David Bowie durante su gira de 1997 Earthling Tour para el álbum Earthling.
- El grupo de hip hop canadiense BrassMunk utilizó una muestra de «O Superman» en su sencillo de 2002 «O Supaman».
- En 2003, Staalplaat publicó un álbum de remezclas de «O Superman», limitado a 500 copias.
- En 2003, el grupo alemán de música electrónica Brooka Shade junto con el grupo M.A.N.D.Y. (ambos del sello Get Physical) crearon un mix de la pieza de Anderson, titulado «Oh Superman» (nótese la ortografía), en dos versiones.
- El documental biográfico de 2008 Louise Bourgeois: The Spider, the Mistress, and the Tangerine acerca del artista y escultor Louise Bourgeois contiene la última parte de la canción (desde la línea So hold me Mom) en varios momentos, en correspondencia con el tema de Bourgeois de representar la figura de una madre usando esculturas de arañas.
- En octubre de 2008, M.A.N.D.Y. vs. Booka Shade presentando a Laurie Anderson publicaron dos sencillos de 12" con una versión de «O Superman» en el sello alemán Get Physical. Los sencillos en vinilo, también disponibles mediante descarga digital, presentaban remixes de Matt John, Reboot, Audiofly, Felix Da Housecat y Robag Wruhme.
- En marzo de 2009, el sample de M.A.N.D.Y. vs. Booka Shade de «O Superman» fue presentado como un mix en el recopilatorio de Om Records: «OM: Miami 2009» (Mezclado y Recopilado por DJ Fluid).
- La pista «Which Way To Kyffin» del álbum de 2006 The Great Western del músico galés James Dean Bradfield presenta una muestra del principio de «O Superman».
- En 2008, la canción fue utilizada en el vídeo de la colección masculina Primavera-verano 2009 de Yves Saint Laurent.
- La cuenta atrás de la canción «Cement Mixer» de Clinic está muestreada de la introducción de esta canción.
- El sonido «Ha» fue utilizado por Cut Chemist en la pista «Spat», del álbum The Audicence's Listening.
- En 2009, el grupo electrónico Jogger versionó esta canción en el álbum This Great Presssure.
- En 2011, Valerie Donzelli utilizó esta canción en su película Declaración de guerra.
- En 2012, el dúo del Reino Unido The Big Pink usó una muestra de «O Superman» en su canción «Hit The Ground (Superman)».
- En 2012, HTC, un fabricante taiwanés de teléfonos inteligentes y táblets utilizó esta canción en un anuncio de televisión para los Estados Unidos. El mismo anuncio también se emitió en Nueva Zelanda para un teléfono inteligente HTC vendido por Telecom New Zealand.
- En 2012, la orquesta de rock experimental trans-atlántica The Flowers of Hell publicó una versión de «O Superman» retitulada como «O Superheroin». La reelaboración celebra el matrimonio de Laurie Anderson y Lou Reed acoplando la canción con letras y motivos de «Heroin» de The Velvet Underground.
- En 2020 una versión de "O Superman" aparece en el álbum en directo "Look At The Moon" de David Bowie. Directo dentro de la gira que realizó Bowie en 1997.

## Detalles de grabación
Letra y música escritas por Laurie Anderson.
- Laurie Anderson: voz, vocoder, electrónica
- Roma Baran: Farfisa órgano, Casio
- Perry Hoberman: flauta, saxofón

- Producida por Laurie Anderson y Roma Baran.
- Asistente de producción: Perry Hoberman
- Ingeniera: Roma Baran

- Grabada y mezclada en The Lobby, Nueva York 1981.